# 水瀨藍
水瀨藍（6月3日—），女性，日本廣島縣人，日本漫畫家，作品主要為少女漫畫。

## 人物
曾為漫畫家種村有菜的助手，與自己名字相同的角色於種村的初連載作品《愛情魔法I·O·N》登場。種村的助手中，水瀨曾與同一時期的喜久田ゆい一起參與同人活動、組社團「Strawberry Lunch」以種村的作品為中心，水瀨出道後該社團活動終止。

## 作品
作品在日本皆於小學館出版、台灣多於長鴻出版社出版。
- 愛你的音符（日语：あなたへのクレッシェンド）（《少女COMIC》2007年15号－17号、全1冊）
- 37℃的男友（日语：37℃のボーイフレンド）（《少女COMIC》2007年21号－23号、全1冊）
- 愛我好不好？（日语：だから、俺にしなよ）（《Sho-Comi》2008年6号－16号、全2冊）
- 老師與我。（日语：センセイと私。）（《Sho-Comi》2008年19号－2009年14号、全4冊）
- 淚光小兔～制服的單戀～（《Sho-Comi》2009年17号－2012年5号、全10冊）
- 蜂蜜初戀（日语：ハチミツにはつこい）（《Sho-Comi》2012年11号－2015年8号、全12冊）
- 戀愛來臨時是全彩～一切和你開始～（日语：恋降るカラフル〜ぜんぶキミとはじめて〜）（《Sho-Comi》2015年13号－2017年19号、全9冊）
- 不需要你的愛（日语：きっと愛だから、いらない）（《Sho-Comi》2017年24号－2019年23号、全8冊）、東立出版社[註 2][6]
- 青春播放不間斷（日语：青春ヘビーローテーション）（《Sho-Comi》2020年5号－連載中、既刊16冊）

註釋
1. ↑  當時以『浅野伽々』名義活動。
2. ↑  至今唯一一部非長鴻代理的作品，東立將作者名以『水瀬藍』表示。

## 外部連結
- （日語）＋うさぎと小鳥＋ （页面存档备份，存于），本人的網誌。
- （日語）『Sho-Comi』漫画家情報
- 水瀬藍的X（前Twitter）